# Секвенсер (музика)
Секвенсер (англ. Sequencer) у первісному розумінні — пристрій запису та відтворення послідовності контрольної інформації для електронного музичного інструменту; згодом — функція записуючого програмного забезпечення, що дозволяє користувачеві зберігати, програвати та редагувати MIDI-інформацію.
Ранні аналогові музичні секвенсери використовували контрольні системи вольтажів та тригерів, але на заміну їм прийшло цифрове обладнання та програмні MIDI-секвенсери, що програють MIDI-події та контрольну інформацію MIDI із вказаним ритмом.
Зі зростанням потужностей комп'ютерів у 1990-х до програмного забезпечення були додані функції аудіозапису та редагування, а також семплювання (англ. sample triggering). Програма звукозапису, оснащена цими функціями, називається цифровою звуковою робочою станцією (англ. digital audio workstation, DAW). DAW майже завжди містять у собі функції секвенсерів, однак, виходять за межі того, що являє собою секвенсер.
Багато секвенсерів мають функцію нотного запису, або здатні відображати музику у формі т. зв. фортепіанної стрічки (англ. Piano roll).
Хоча термін «секвенсер» сьогодні використовується переважно для програмного забезпечення, деякі аналогові синтезатори та майже всі музичні станції включають вбудований MIDI-секвенсер. Однак існують і окремі аналогові музичні секвенсери.
Драм-машина може розглядатися як спеціалізований секвенсер.

## Апаратні секвенсери
- Akai MPC — серія
- Alesis MMT 8
- ARP Sequencer
- Doepfer MAQ16/3
- genoQs Machines Octopus
- Kawai Q80
- Latronic Notron
- MAM SQ16
- Moog 960
- Roland RA — серія
- Roland TB-303
- Roland TR-808
- Roland TR-909
- Schrittmacher
- Sequentix P3
- SND Sam16
- Synthanorma Sequenzer
- Yamaha QY — серія
- Yamaha RM1x

## Програмні секвенсери
- Ableton Live
- Apple Logic
- Cakewalk Sonar
- Digidesign Pro Tools
- Digital Performer
- harmonySEQ [Архівовано 8 серпня 2019 у Wayback Machine.] — Linux — відкритий вихідний код
- Jazz++  — відкритий вихідний код
- FL Studio (раніше Fruity Loops)
- Live Step Designer
- Magix Music Maker, Samplitude
- MusE — відкритий вихідний код
- Numerology
- Reason
- Rosegarden — відкритий вихідний код
- Seq24  [Архівовано 12 жовтня 2006 у Wayback Machine.] — відкритий вихідний код
- Steinberg Cubase
- ThunderBeatD3 [Архівовано 17 квітня 2010 у Wayback Machine.] — Windows
- BRELS MIDI Editor (GNU/GPL) [Архівовано 7 липня 2020 у Wayback Machine.]